# Guillermo Fayed
Guillermo Fayed, född 28 november 1985 i Chamonix, är en fransk alpin skidåkare som främst tävlar i fartgrenarna super-G och störtlopp. Han tävlar för klubben EMHM - C.S. Chamonix.
Fayed debuterade i världscupen i december 2005 och har sedan dess tagit två pallplatser. Han kom tvåa i störtloppet i Lake Louise den 29 november 2014 och trea i Kitzbühels störtlopp den 24 januari 2015.
Han har deltagit i två OS; Vancouver 2010 och Sotji 2014. Bästa resultat från mästerskapen är en 22:a plats i super-G 2010. I världsmästerskap har han en 21:a plats som bästa resultat.